# Stazione di Santa Teresa Longarini
La stazione di Santa Teresa Longarini era una stazione ferroviaria, abilitata al servizio merci e viaggiatori, posta al km 321+219 della linea Caltanissetta Xirbi-Gela-Siracusa. Dal 2002 è in uso come posto di movimento.

## Storia
La stazione di Santa Teresa Longarini entrò in servizio il 5 aprile 1886, all'attivazione del tronco ferroviario da Siracusa a Noto e venne gestita dalla Società per le Strade Ferrate della Sicilia fino a tutto il 1905. Nel 1906 l'esercizio venne assunto interamente dalle Ferrovie dello Stato che ne incrementarono il servizio viaggiatori e merci di derrate agricole.
Il 15 dicembre 2002 venne declassata a posto di movimento.

## Strutture e impianti
L'impianto ha un fabbricato viaggiatori ad una elevazione con servizi adiacenti e uno scalo merci con il piano caricatore non più utilizzati.
Il posto movimento è esercito in telecomando DCO.

## Movimento
Nel 1899 l'orario di servizio della Società Sicula prevedeva la fermata di una coppia di treni misti e di una coppia di treni omnibus, in servizio da Catania a Vittoria e viceversa, ambedue di 1ª, 2ª e 3ª classe.
Le Ferrovie dello Stato, nel 1906, offrivano la fermata di 4 treni da Siracusa e 5 in senso inverso, di categoria misto, eccetto uno che era omnibus.
Nel 1950 l'offerta delle ferrovie statali prevedeva 8 coppie di treni aventi fermata: di questi 5 coppie erano accelerati, dei quali 3 coppie effettuati con automotrici; 3 coppie erano di categoria omnibus.
Nell'orario invernale 1980-81 l'offerta delle FS prevedeva 8 coppie di treni aventi fermata tutti effettuati con automotrici, di 2ª classe e di categoria locale.
Nell'orario estivo 1991 l'offerta delle FS prevedeva 9 coppie di treni aventi fermata tutti effettuati con automotrici, di 2ª classe e di categoria regionale.
Il declassamento a posto di movimento coincise con la soppressione del servizio viaggiatori.